# Mona de Gibraltar
La mona de Gibraltar (Macaca sylvanus), també coneguda com a macaco de Barbaria, és un cercopitecoïdeu del gènere Macaca que només presenta un rudiment de cua. Es troba a les muntanyes de l'Atles d'Algèria i Marroc, amb una petita població, probablement introduïda, a Gibraltar; és un dels primats més ben coneguts. Al seu lloc d'origen viu entre els boscos d'alzines.

## Descripció

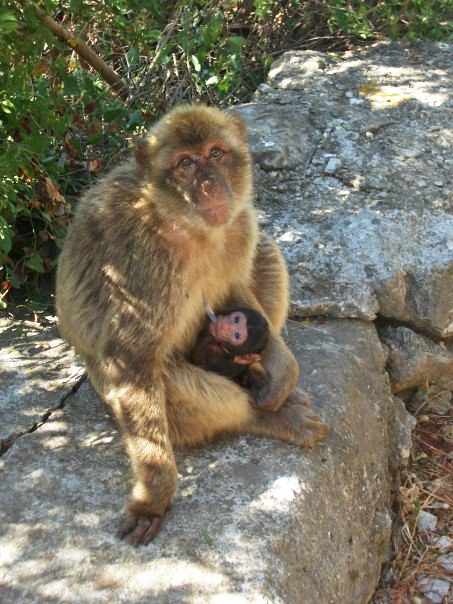
Femella i cadell a Gibraltar

El seu pèl és de color marró-groguenc a gris, amb les parts de sota més clares; creix fins a un màxim de 75 cm i arriba a pesar uns 13 kg. El rostre és rosa fosc i la cua és vestigial. Els braços són més llargs que les cames. Les femelles són una mica més petites que els mascles.

## Ecologia
Habiten els boscos de cedres, pins i alzines. Es troba més freqüentment a partir dels 2.100 metres d'altitud. És un animal diürn arborícola i terrestre. És principalment herbívor, però també insectívor. És gregari matriarcal, de 10 a 30 individus. La temporada d'aparellament va de novembre a març i el període de gestació és de 147 a 192 dies. Arriben a la maduresa sexual als tres o quatre anys i poden viure 20 anys o més.
Està amenaçat el seu hàbitat; s'estima que en llibertat n'hi ha de 12.000 a 21.000.

## Població a Gibraltar
Prosperen a Gibraltar amb uns 230 individus. La llegenda diu que, mentre n'hi hagi, Gibraltar serà una colònia britànica.